# Joris van der Haagen

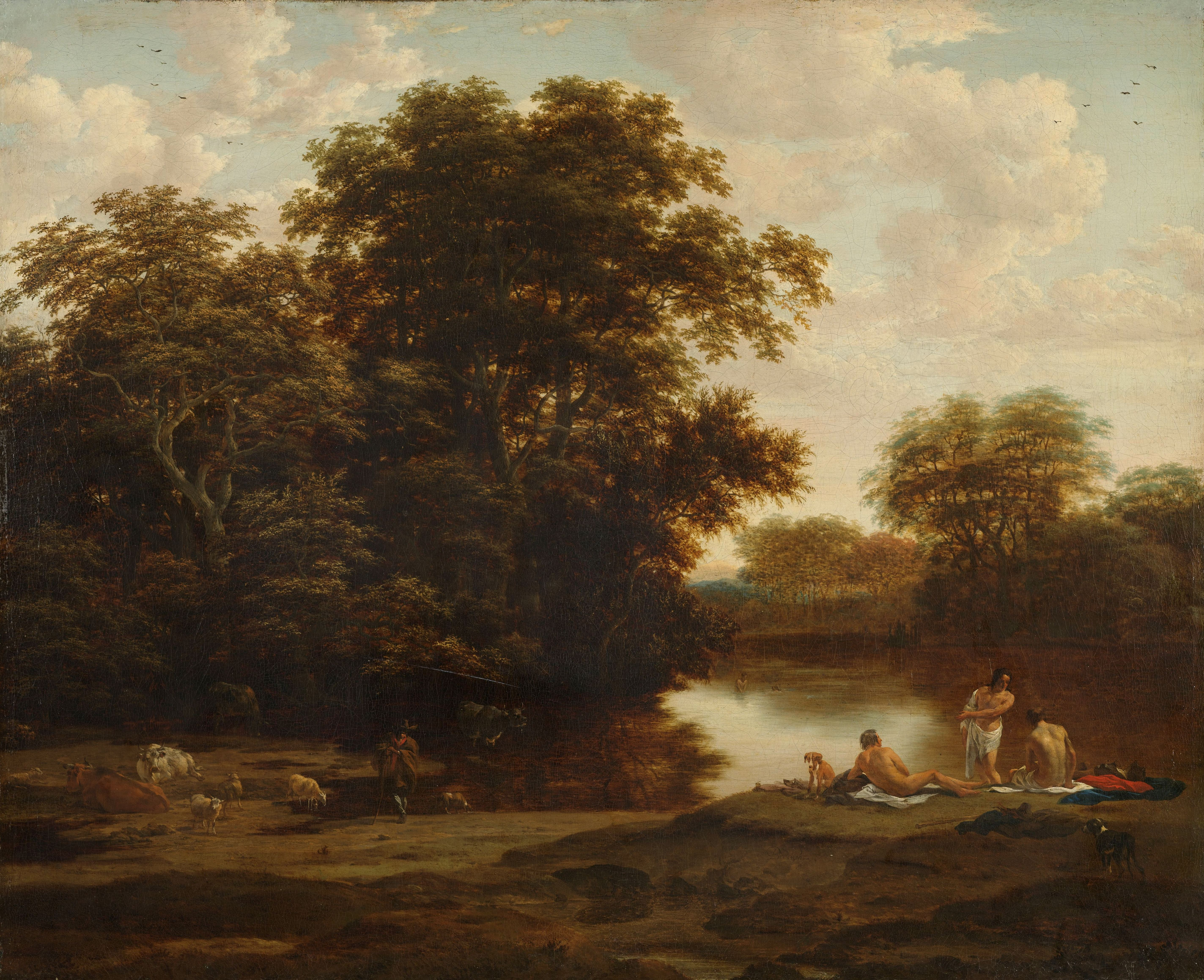
Paesaggio con bagnanti

Joris o Jan Baptist o Johann Abrahamsz. van der Haagen, o Hagen o Verhaege o Verhaegen (Arnhem o Dordrecht, 1615 circa – l'Aia, 23 maggio 1669), è stato un pittore e disegnatore olandese del secolo d'oro.

## Biografia

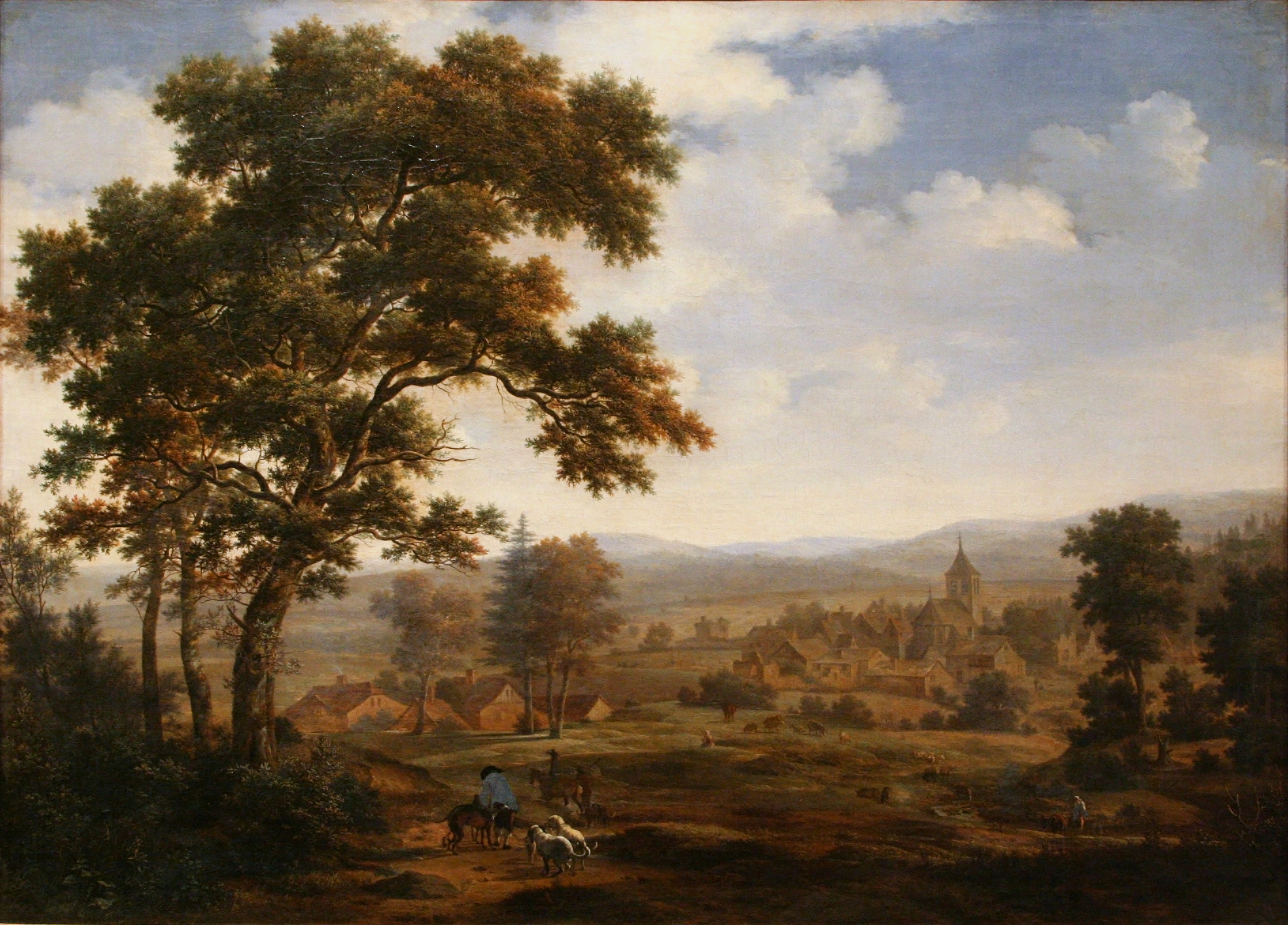
Veduta di un villaggio

Figlio di Abraham van der Haagen e nipote di Otto van Laen si formò alla scuola del padre. La sua carriera artistica iniziò intorno al 1630 ad Amsterdam o ad Arnhem. Nel 1639, alla morte del padre, si trasferì all'Aia, dove si sposò nel 1642 con Magdalena Thymans de Heer. Nel 1643 divenne membro della locale Corporazione di San Luca e nel 1652 e 1654 ne fu a capo. Nel 1644 divenne cittadino onorario dell'Aia. Il 16 ottobre 1656 fu tra i fondatori della Confrerie Pictura.
Si dedicò principalmente alla pittura di paesaggi, in particolare urbani, ma realizzò anche ritratti e architetture. È noto soprattutto per le sue vedute di città dei Paesi Bassi orientale. Lo stile dei suoi dipinti ricorda quello di Meindert Hobbema, anche se alcuni suoi paesaggi sono di stile italianeggiante. Le sue opere rivelano anche l'influenza di Jacob van Ruisdael e dei pittori Dutch Italianates.
Oltre che come pittore, fu apprezzato anche per i suoi disegni di paesaggi, realizzati in modo meticoloso e dettagliato a partire dall'osservazione della natura del luogo e dei posti visitati lungo il Reno e nei dintorni di Kleve. Tra i suoi disegni, circa venti ritraevano l'Haagsche Bos, un'area boschiva nei pressi dell'Aia caratterizzata da alberi monumentali. Questi disegni erano stati tracciati in gran parte su carta blu, mentre i rimanenti su carta grigio-marrone.
Joris van der Haagen collaborò con altri artisti che dipingevano le figure nei suoi paesaggi, tra cui Ludolf de Jongh, con cui probabilmente lavorò nel 1657, Dirck Wijntrack, Paulus Potter, Jan Wijnants e Nicolaes Berchem.
Furono suoi allievi i figli Cornelis e Jacobus, e Jan Smidt.

## Opere
- Paesaggio boschivo, olio su tavola, 64 x 96 cm, Collezione privata[7]
- Paesaggio con uccelli acquatici, olio su tavola, 73 x 59,5 cm, in collaborazione con Dirck Wijntrack, Museo Bredius, L'Aia[8]
- Veduta del Princessegracht all'Aia, olio su tavola, 1660 circa, Haags Historisch Museum,, L'Aia[9]
- Veduta del fiume Mosa, olio su tela, 93 × 124 cm, Bonnefantenmuseum, Maastricht[10]
- Veduta di un villaggio, olio su tavola, Museo di Belle Arti, Angers[11]
- Paesaggio con bagnanti, olio su tela, 70 × 85,5 cm, Museum voor Moderne Kunst, Arnhem
- Paesaggio con bestiame, olio su tavola, 49,5 × 60 cm, bestiame realizzato da Paulus Potter, 1660 c., Museo Bredius, L'Aia[12]
- Paesaggio pianeggiante con una città in lontananza, olio su tavola, 38,1 × 52,9 cm, Gemäldegalerie, Berlino[13]
- Il guado, dipinto, 1658[14]
- Il castello di Ilpenstein, dipinto, Museo del Louvre, Parigi[15]
- Nell'Haagsche Bos, disegno, gesso nero e pastello ad olio nero, acquerello e inchiostro marrone su carta grigio-marrone, 41,1 × 53,9 cm, 1658, Albertina, Vienna[4]